# Tess au pays des tempêtes
Pour les articles homonymes, voir Tempête (homonymie).
Pour plus de détails, voir Fiche technique et Distribution.
Tess au pays des tempêtes (Tess of the Storm Country) est un film muet américain de John S. Robertson, sorti en 1922.

## Synopsis
Le riche Elias Graves achète une maison sur une colline et cherche à en faire partir les squatteurs qui y vivent. Graves est pris à partie par Dan Jordan, pour le meurtre duquel Skinner est injustement accusé. En prenant la tête de la lutte des squatteurs pour leur survie, la fille de Skinner, Tess, gagne la sympathie et l'amour du fils de Graves, Frederick, mais elle le perd quand ce dernier la découvre avec un enfant. Tess retrouve finalement son père et Frederick quand Ben Letts est finalement reconnu comme le meurtrier de Jordan et quand la sœur de Frederick, Teola, avoue que le bébé est le sien. Graves finit par se réconcilier avec les squatteurs.

## Fiche technique
- Titre : Tess au pays des tempêtes
- Titre alternatif : Tess au pays des haines
- Titre original : Tess of the Storm Country
- Réalisation : John S. Robertson
- Scénario : E. Lloyd Sheldon, d'après le roman Tess of the Storm Country de Grace Miller White
- Direction artistique : Frank Ormston
- Photographie : Charles Rosher
- Production : Mary Pickford
- Société de production : Mary Pickford Company
- Société de distribution :  United Artists
- Pays de production :  États-Unis
- Langue originale : anglais
- Format : Noir et blanc — 35 mm — 1,37:1 — Muet
- Genre : Mélodrame
- Durée : 118 minutes
- Date de sortie : 
  - États-Unis : 12 novembre 1922
- Licence : domaine public

## Distribution
- Mary Pickford : Tessibel Skinner
- Lloyd Hughes : Frederick Graves
- Gloria Hope : Teola Graves
- David Torrence : Elias Graves
- Forrest Robinson (en) : Skinner
- Jean Hersholt : Ben Letts
- Danny Hoy : Ezra Longman
- Robert Russell : Dan Jordan
- Gus Saville (en) : « Old Man » Longman
- Madame De Bodamere : Mme Longman
- Milton Berle
- Jeanne Carpenter
- Mavis Villiers (en)

## Autour du film
- Remake d'un film de 1914 : Tess au pays des tempêtes, produit par Famous Players Film Company, réalisé par Edwin Stanton Porter, avec Mary Pickford dans le même rôle.